# Портиш, Ференц
Ференц Портиш (венг. Portisch Ferenc; род. 4 сентября 1939) — венгерский шахматист, международный мастер (1975). Брат Л. Портиша.
Бронзовый призёр чемпионата Венгрии 1977 г.
В составе команды «Zalaegerszegi Csuti Antal SK» участник 3-х кубков европейских клубов (1993—1994, 1996).

## Изменения рейтинга
| Графики недоступны из-за технических проблем. См. информацию на Фабрикаторе и на mediawiki.org. |